# Coccycua minuta
El cuco ardilla menor, tingazú chico o piscuita enana (Coccycua minuta)  es una especie de ave cuculiforme de la familia Cuculidae, que se encuentra en Bolivia, Brasil, Colombia, Ecuador, Guayana francesa, Guyana, Panamá, Perú, Surinam, Trinidad y Tobago y Venezuela. Anteriormente se clasificaba en el género Piaya pero ha sido reagrupado en el nuevo género Coccycua, junto con dos especies que estaban agrupadas en Coccyzus y en Micrococcyx.

## Descripción
El cuco ardilla menor mide en promedio 27 cm de longitud y pesa 40 g. El plumaje del adulto es principalmente de color castaño, con la parte inferior del vientre gris, la cola marrón y puntas blancas en las plumas de la cola. El pico es corto, amarillo y curvos y el iris es rojo. Inmaduro es de color marrón oscuro con pico negro y sin las puntas blancas en la cola. Es más pequeño y la garganta es más oscura que la del cuco ardilla.
Sus llamados semejan chek y kak.

## Hábitat
Vive en manglares, matorrales y en el bosque cerca del agua, por debajo de los 1900 m de altitud.

## Alimentación
se alimenta en las ramas bajas de insectos y otros artrópodos.

## Reproducción
Construye un nido en forma de taza profunda, en un árbol o un bambú. La hembra pone dos huevos blancos y los incuba ella misma.